# 布蘭斯菲爾德山
63°17′S 57°5′W / 63.283°S 57.083°W
布蘭斯菲爾德山（英語：Mount Bransfield）是南極洲的山峰，位於葛拉漢地的特里尼蒂半島，處於迪布澤角西南面4公里，海拔高度760米，由法國的探險隊發現。